# Славково (Куявско-Поморское воеводство)
Славково — деревня в гмине Хелмжа Торуньского повета Куявско-Поморского воеводства в центральной части севера Польши.